# Koronka klockowa

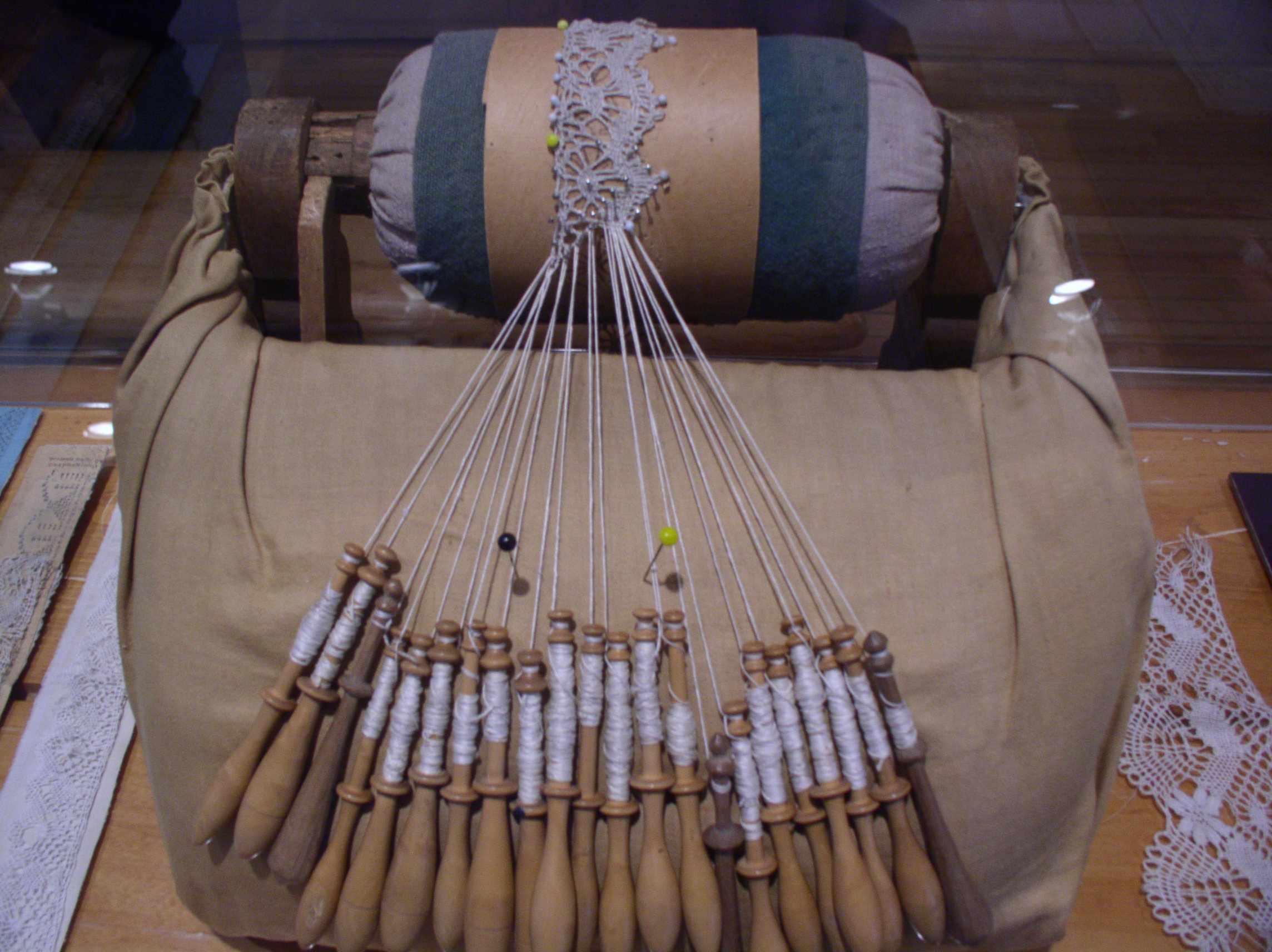
Tworzenie koronki klockowej. Eksponat z Muzeum Sióstr Urszulanek w Quebecu.

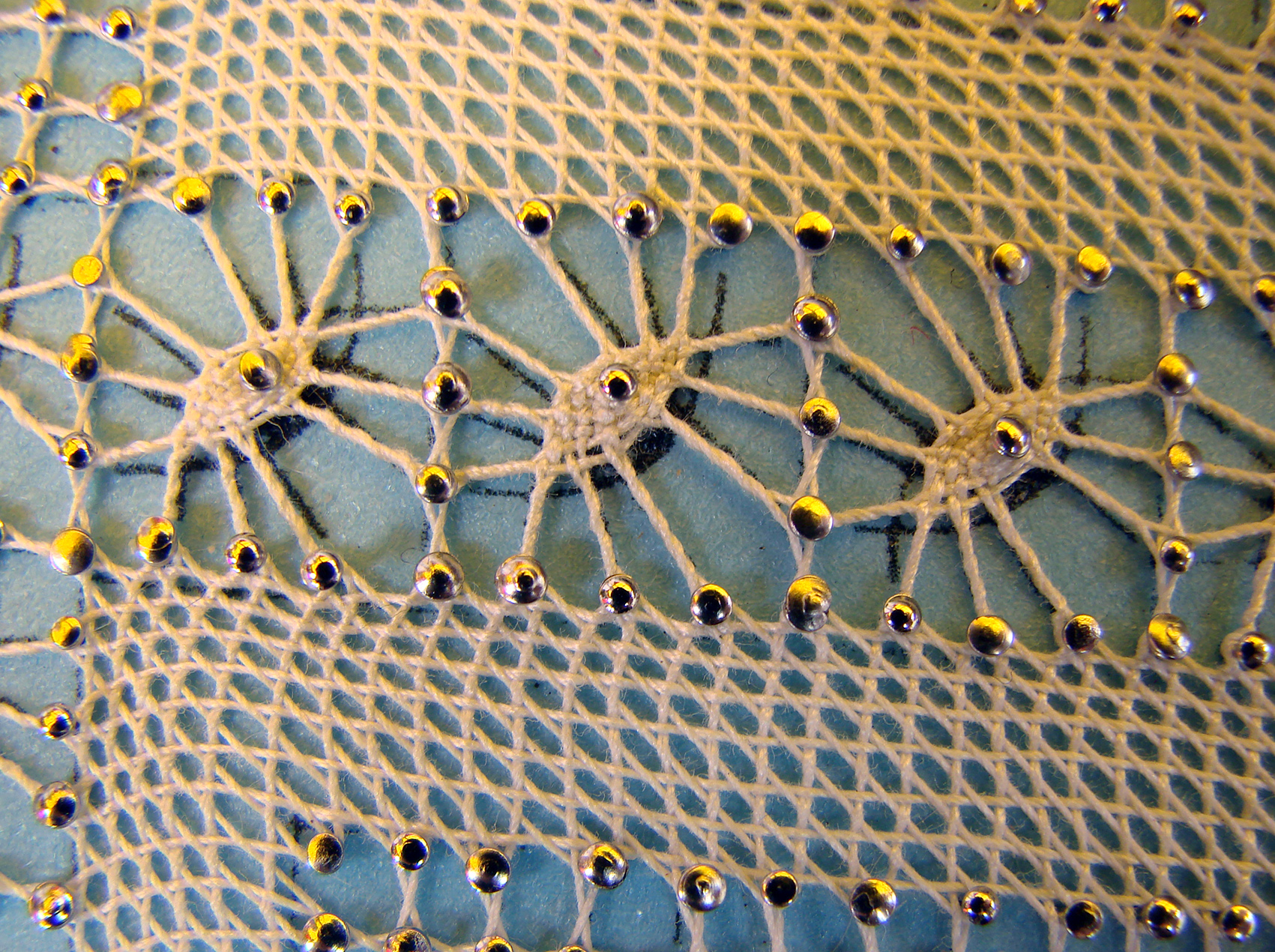
Detal koronki klockowej w trakcie jej tworzenia

Koronka klockowa – jeden z typów koronki, wykonywanej przy pomocy podłużnych szpulek, często drewnianych, zwanych klockami (stąd nazwa koronki).

## Opis techniki i materiału
Technika polega na przeplataniu w grupach po cztery wielu nici nawiniętych na klocki. Dzięki temu tworzy się tzw. płócienko tworzące formy ornamentu i różne rodzaje siateczek w tle oraz wypełnieniach motywów. Koronkę podczas tworzenia umieszcza się na specjalnej poduszce z umieszczonym na niej wzorem. Technika ta umożliwia uzyskanie delikatnych ażurowych wyrobów o bardzo różnorodnych wzorach.
Technika wytwarzania koronki klockowej jest znana od XVI wieku, szczególnie cenione były koronki pochodzące z Flandrii (skąd prawdopodobnie pochodzi).
Do wyrobu koronki klockowej wykorzystywano białe lub kremowe nici lniane i bawełniane, czarne, białe, kremowe i beżowe nici jedwabne (koronki jedwabne), wielobarwne nici wełniane (koronki wełniane) oraz złote i srebrne nici metalowe (koronki metalowe).

## Rodzaje koronki klockowej
- antualaż – koronka z przewagą płócienka o motywach roślinnych, wyrabiana od XVII do XIX wieku[2];
- brukselska(inne języki) – produkowana od XVI wieku, zaawansowana technicznie, o motywach kwiatowych;
- brabancka – technicznie gorsze naśladownictwo brukselskiej;
- malines – produkowana od XVII do XVIII wieku, bardzo cienka, o dużych motywach konturowanych błyszczącą nitką;
- valenciennes (walensjenka)(inne języki) – wąska, cienka, bardzo delikatna, ornament kwiatowy bez konturowania, siateczka tła o kolistych oczkach, a od końca XVIII wieku rombowych;
- binche(inne języki) – ornament z płócienka nierównej gęstości z pięcio- i ośmioboczną siateczką w tle, znana w XVII i XVIII wieku;
- chantilly(inne języki) – produkowana w XVIII i XIX wieku, czarna, z konturowanym ornamentem;
- blonda (blondyna)(inne języki) – jedwabna, z ornamentem konturowanym grubszą nicią na tle cienkiej siateczki, popularna we Francji i Hiszpanii w XVIII i XIX wieku;
- gipiura(inne języki) – o ornamencie kwiatowym, reliefowanym, modna w XIX i XX wieku[3].

Pod koniec XX w. i na początku XXI w. największym producentem wytwarzanej mechanicznie koronki klockowej w Europie był zakład Koronki S.A. w Brzozowie, od 2004 r. wchodzący w skład Grupy Koronki, od 2009 r. będący w stanie upadłości. Jednym z ośrodków ręcznej koronki klockowej w Polsce jest Kraków. Krakowska koronka klockowa została wpisana na krajową listę niematerialnego dziedzictwa kulturowego 26 października 2016 roku. Innym ośrodkiem jest Bobowa (bobowska koronka klockowa), gdzie znajduje się Galeria Koronki Klockowej. W marcu 2023 roku decyzją Ministra Kultury i dziedzictwa Narodowego również koronka bobowska została wpisana na krajową listę niematerialnego dziedzictwa kulturowego. Na Słowacji z kolei słynne są koronki na tiulowym tle z rejonu Myjavy, które w 2017 znalazły się na Liście Niematerialnego Dziedzictwa Słowacji.

### Pokaz wyrobu słowackiej koronki klockowej (Międzynarodowy Festiwal Folklorystyczny w Myjavie, 2017)

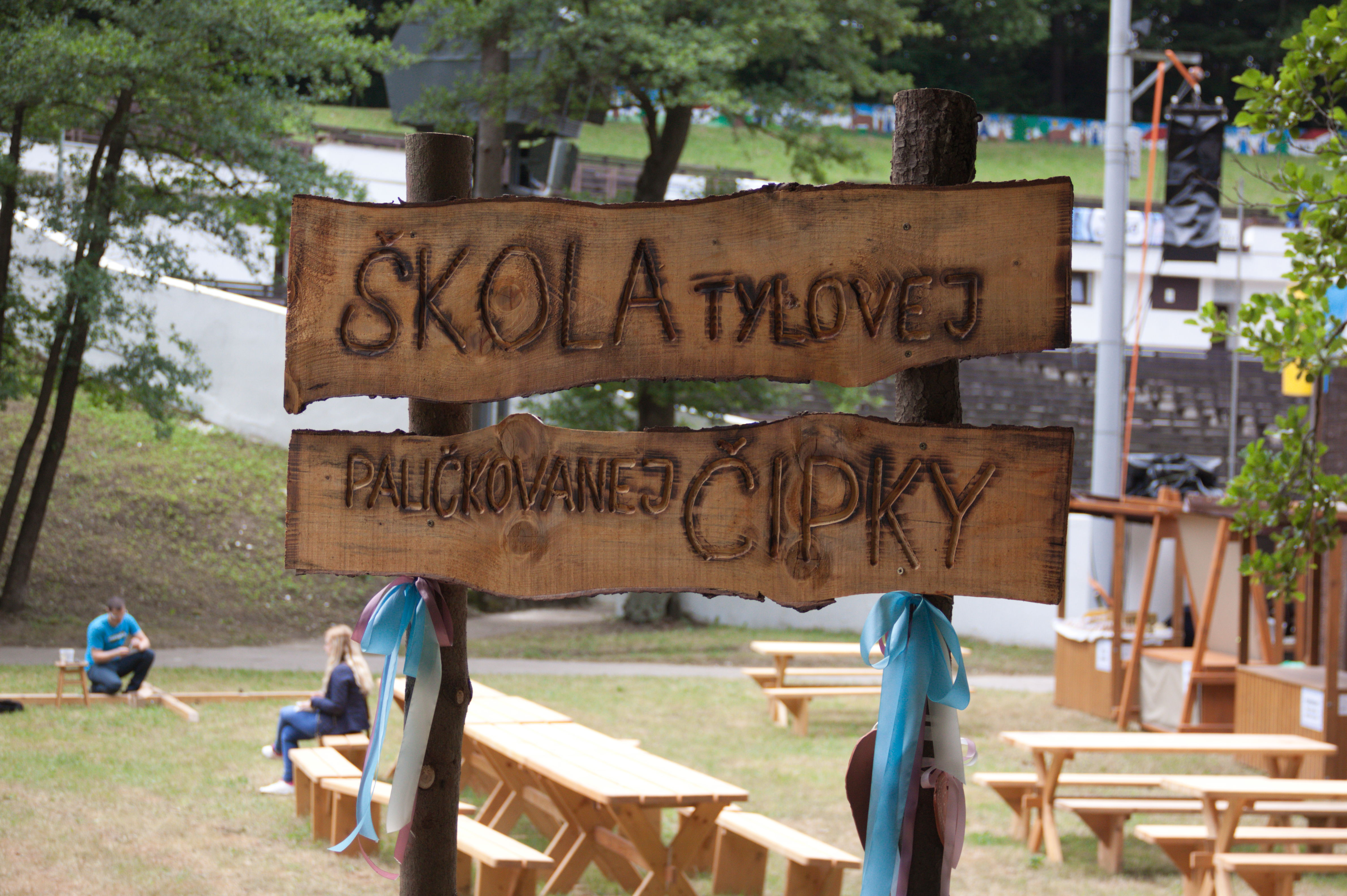
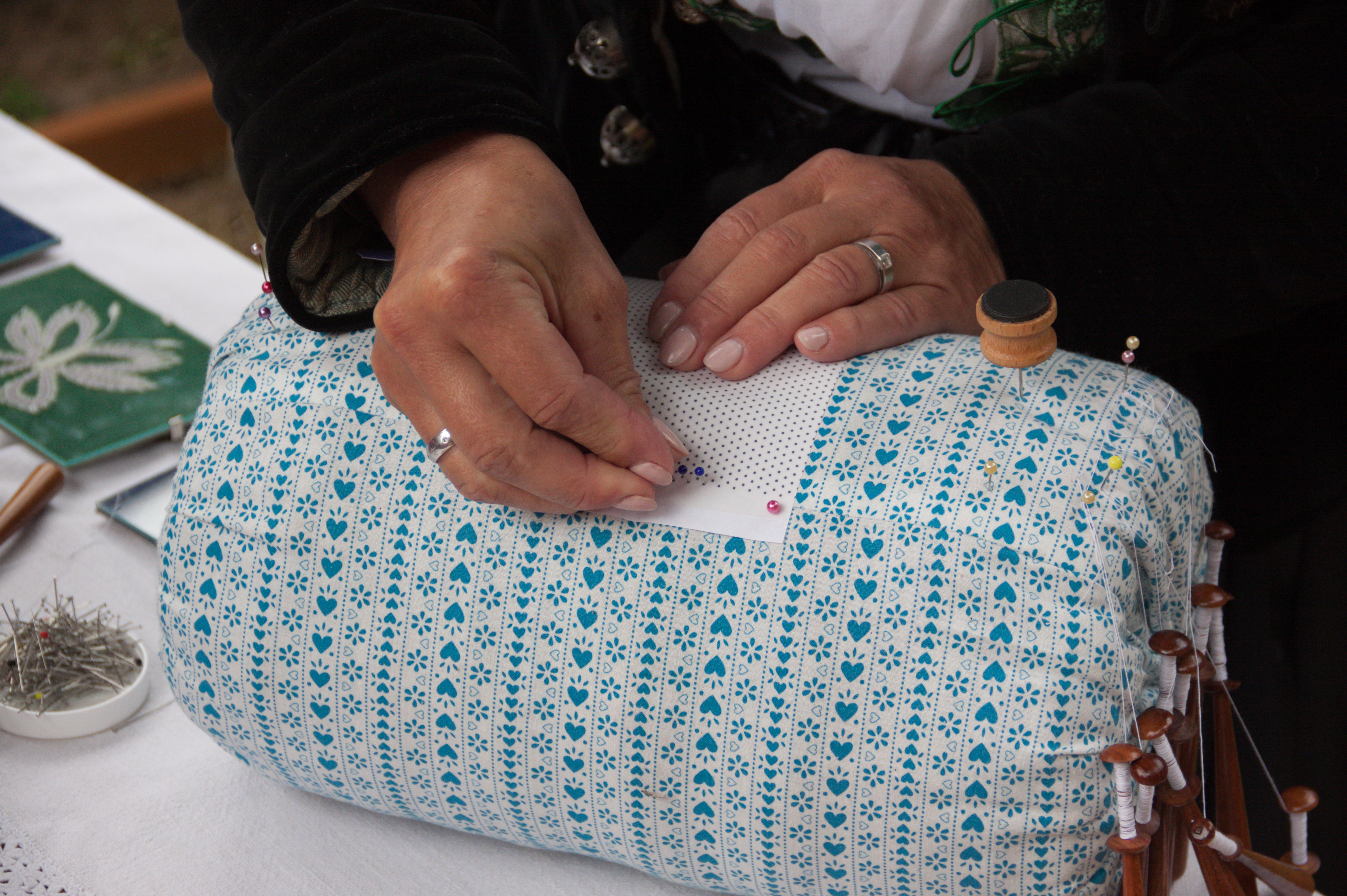
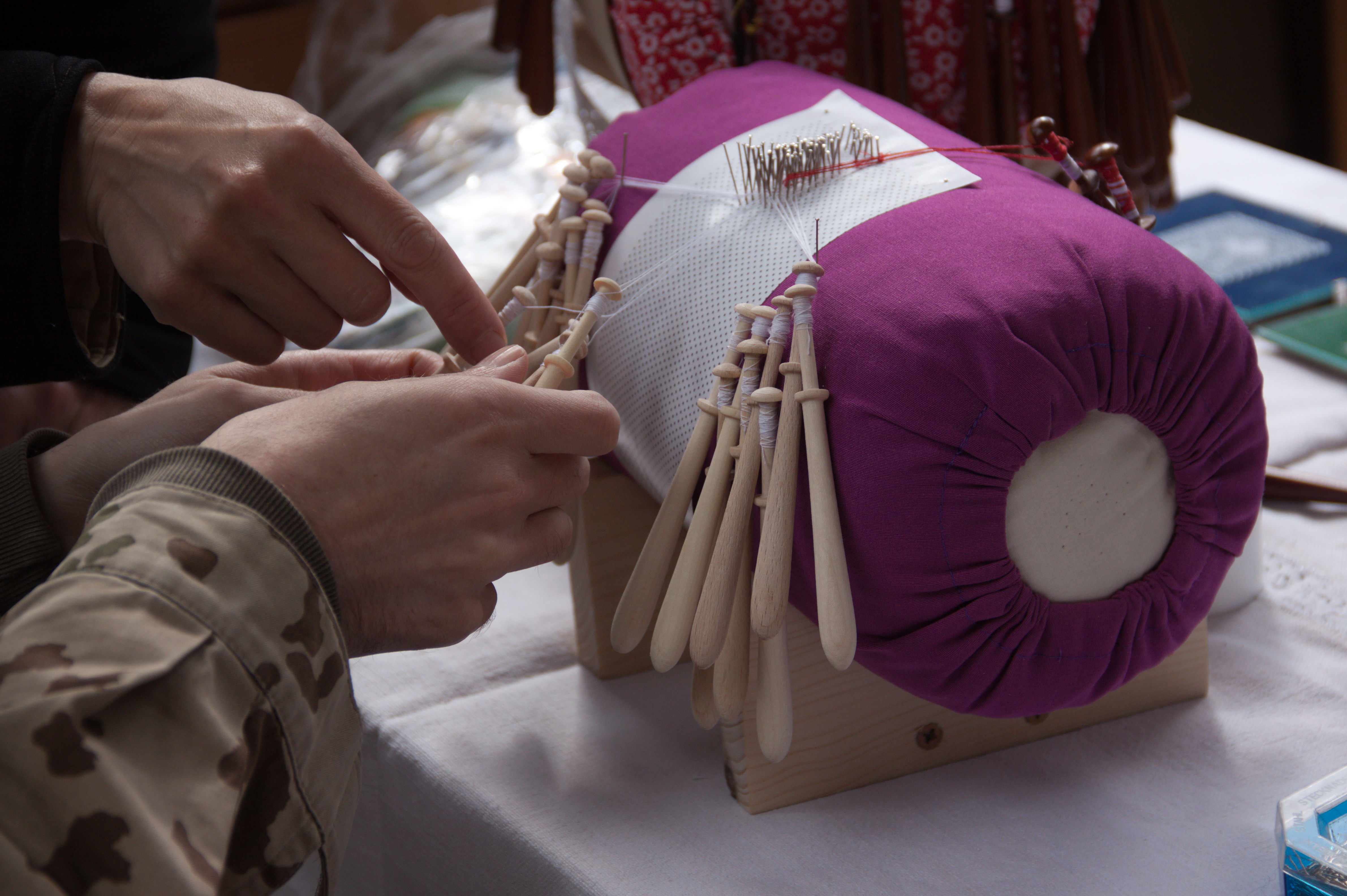
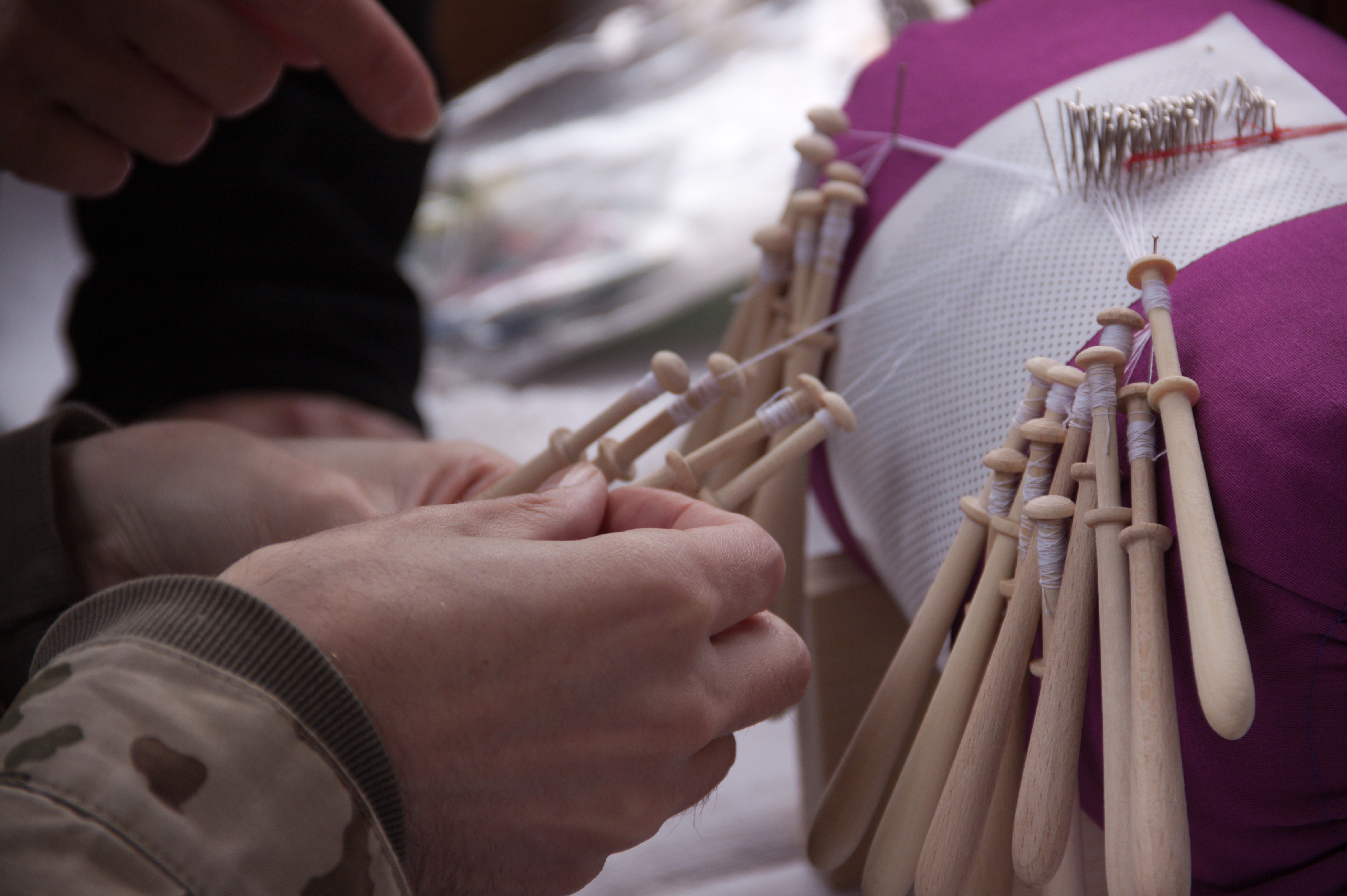
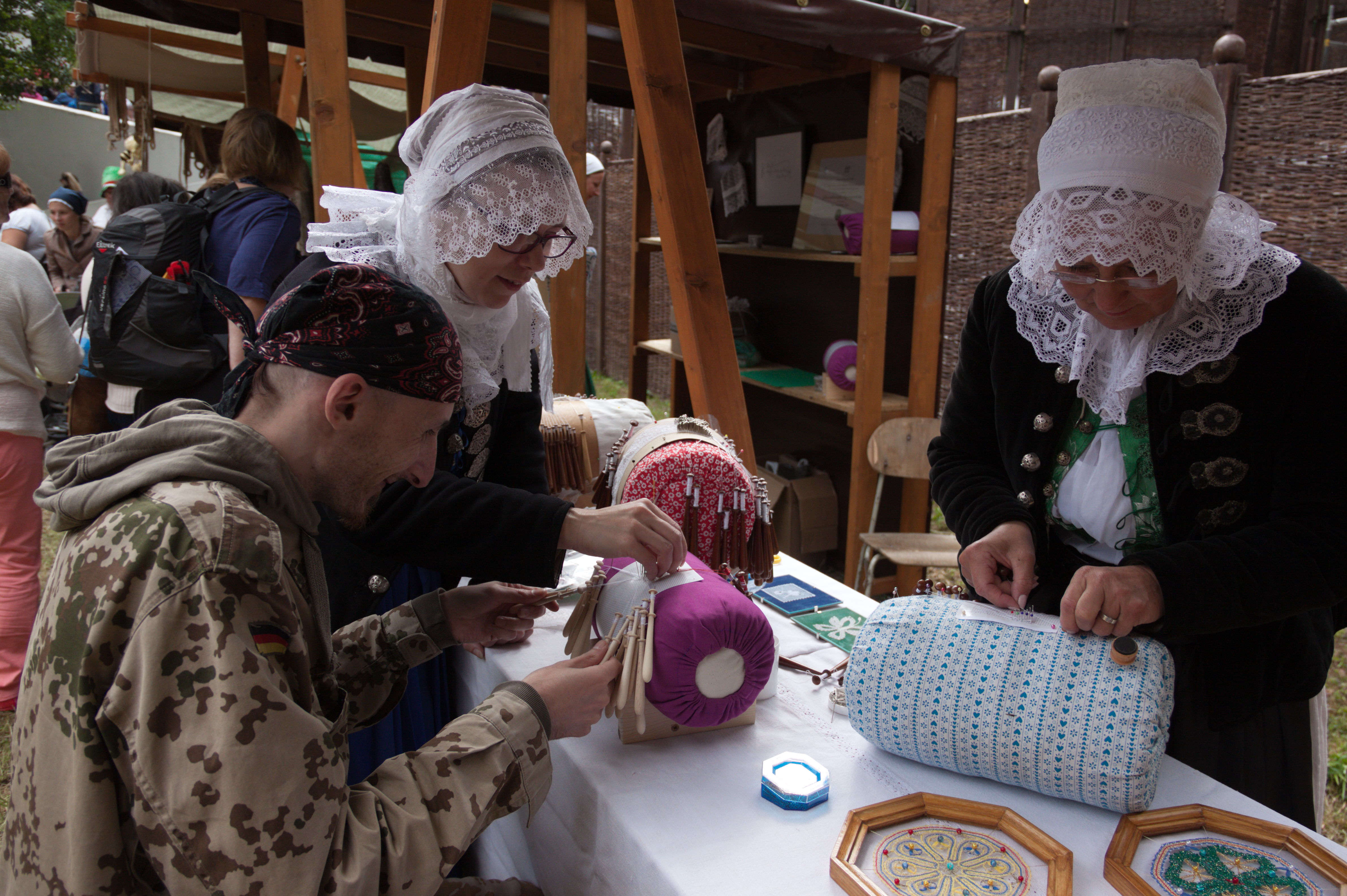
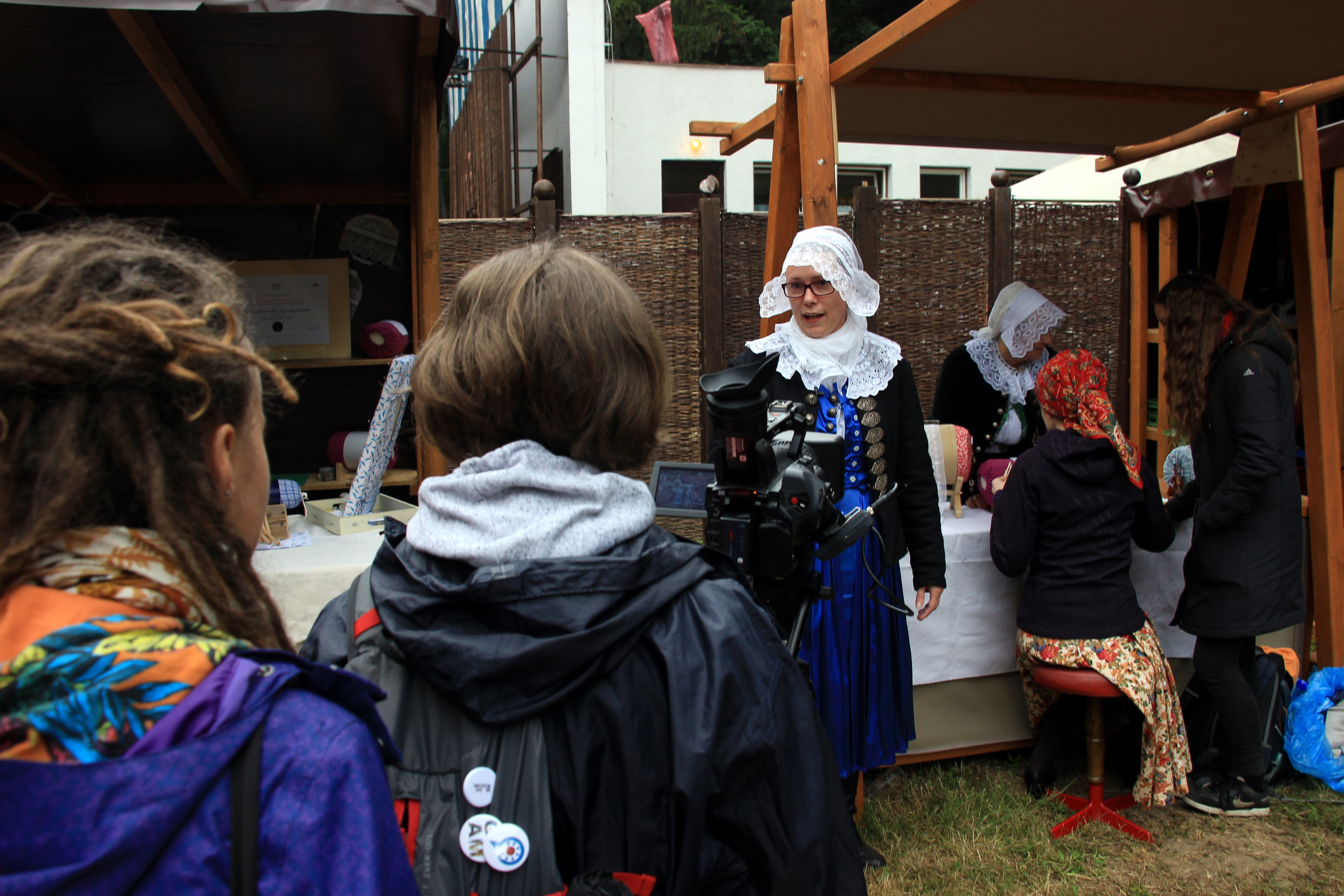
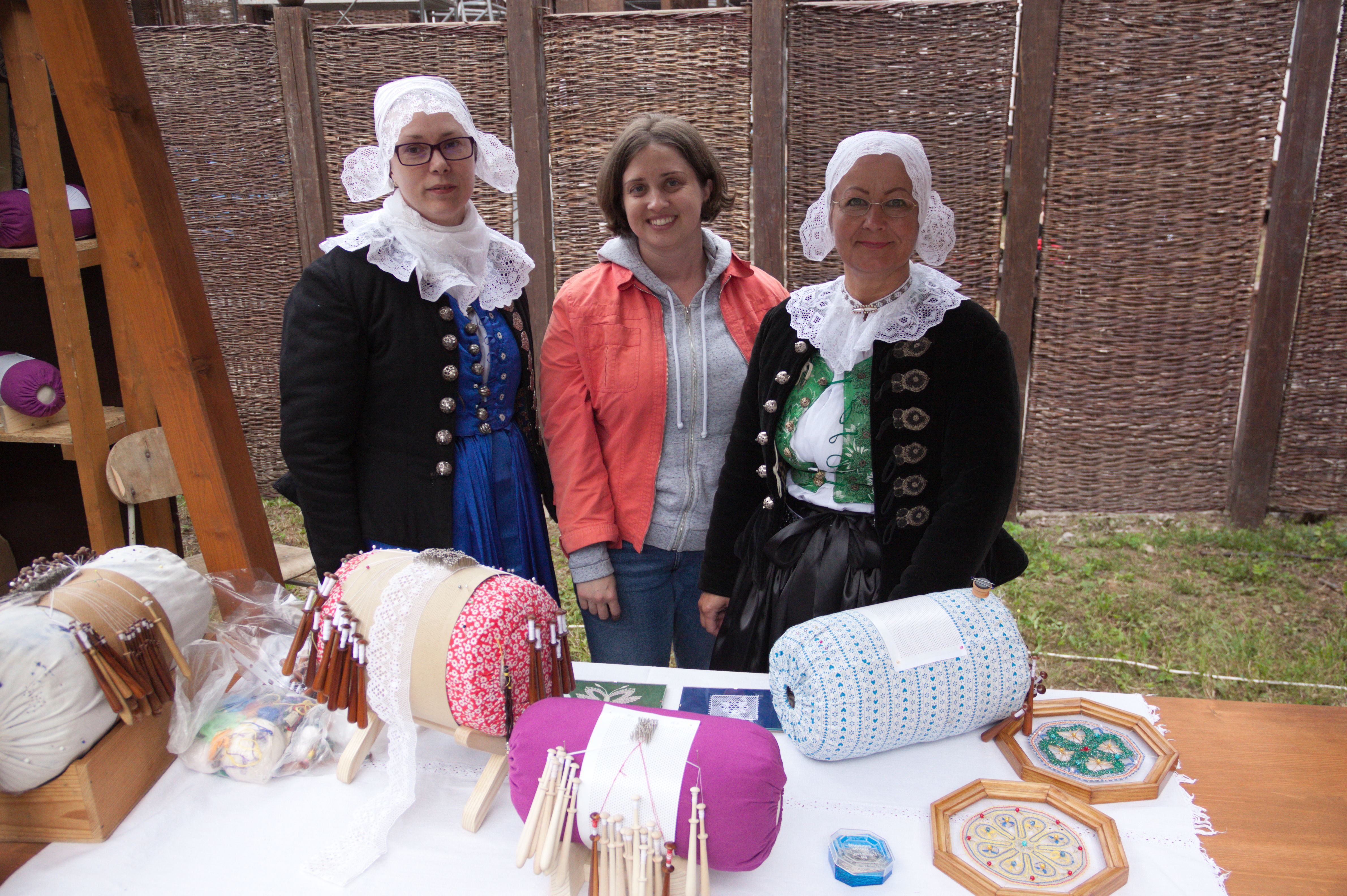